# Willem IV xứ Oranje
Willem IV (tiếng Hà Lan: Willem Karel Hendrik Friso; 1 tháng 9 năm 1711 – 22 tháng 10 năm 1751) là Thân vương xứ Oranje từ khi mới sinh ra và là stadtholder cha truyền con nối đầu tiên của tất cả các Tỉnh Liên hiệp Hà Lan từ năm 1747 cho đến khi ông qua đời vào năm 1751. Trong suốt cuộc đời của mình, ông còn là người cai trị Thân vương quốc Orange-Nassau trong Đế chế La Mã Thần thánh.
Ông mất khi con trai trưởng của ông là Thân vương tử Willem Batavus mới được 3 tuổi, vì thế một hội đồng nhiếp chính đã được thành lập để điều hành đất nước. Bản thân Willem IV cũng kế vị vương vị ngay từ khi mới chào đời, vì cha của ông là Thân vương Johan Willem Friso bị chết đuối khi mẹ ông đang mang thai ông. 
Willem IV là ông nội của vị quân chủ đầu tiên của Vương quốc Hà Lan, Willem I.